# Neurčitý slovesný tvar
Neurčitý tvar slovesný (neurčité sloveso, latinsky verbum infinitum, VIF) je v gramatice takový tvar slovesa, který nevyjadřuje osobu a číslo. K neurčitým tvarům slovesným řadíme infinitiv, přechodníky, příčestí (participia), případně (podle některých koncepcí) i verbální substantiva.